# Herreid
Herreid é uma cidade localizada no estado norte-americano de Dacota do Sul, no Condado de Campbell.

## Demografia
Segundo o censo norte-americano de 2000, a sua população era de 482 habitantes.
Em 2006, foi estimada uma população de 396, um decréscimo de 86 (-17.8%).

## Geografia
De acordo com o United States Census Bureau tem uma área de
3,5 km², dos quais 3,5 km² cobertos por terra e 0,0 km² cobertos por água. Herreid localiza-se a aproximadamente 514 m acima do nível do mar.

## Localidades na vizinhança
O diagrama seguinte representa as localidades num raio de 24 km ao redor de Herreid.